# Ponticelli
Pour l’article homonyme, voir Ponticelli Frères.
Ponticelli est un quartier de Naples situé dans la zone orientale de la ville.
C'est une commune autonome jusqu'en 1925; et aujourd'hui ce quartier forme avec les quartiers de Barra et San Giovanni a Teduccio la municipalité VI de la commune de Naples.
Le quartier accueille 75 097 résidents (en 2001); c'est donc le deuxième de Naples en nombre d'habitants, après celui de Fuorigrotta. Il est limité au nord par les communes de Casoria et de Volla, à l'est par Cercola et San Sebastiano al Vesuvio; au sud par le quartier de Barra et la commune de San Giorgio a Cremano, et à l'ouest par le quartier de Poggioreale. Il s'étend sur 9,11 km2. Il est à 5,5 km de la gare centrale de Naples de la piazza Garibaldi et à 5 km de l'aéroport de Capodichino.

## Histoire

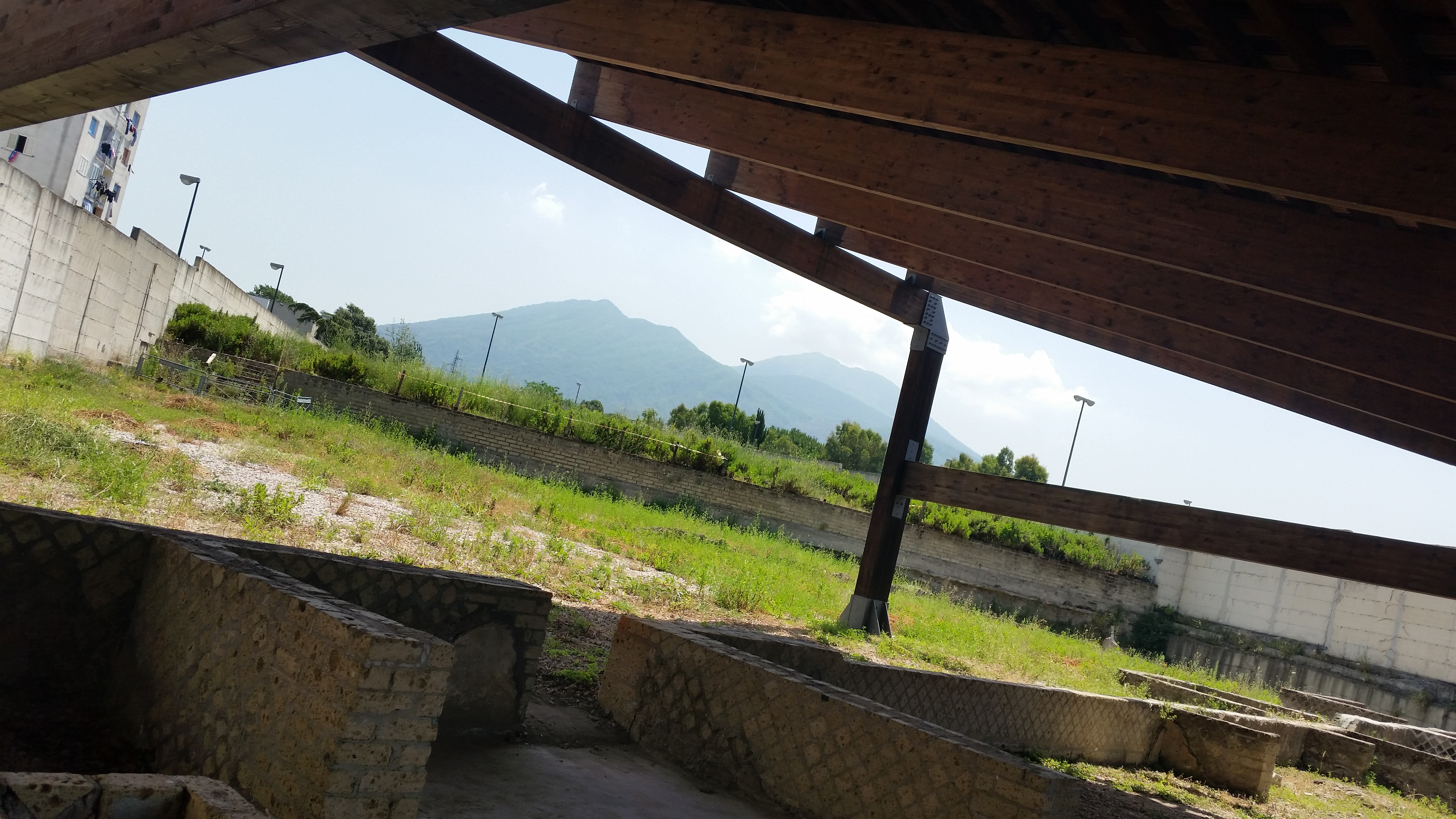
Vue du Vésuve à partir de la Villa Romana.

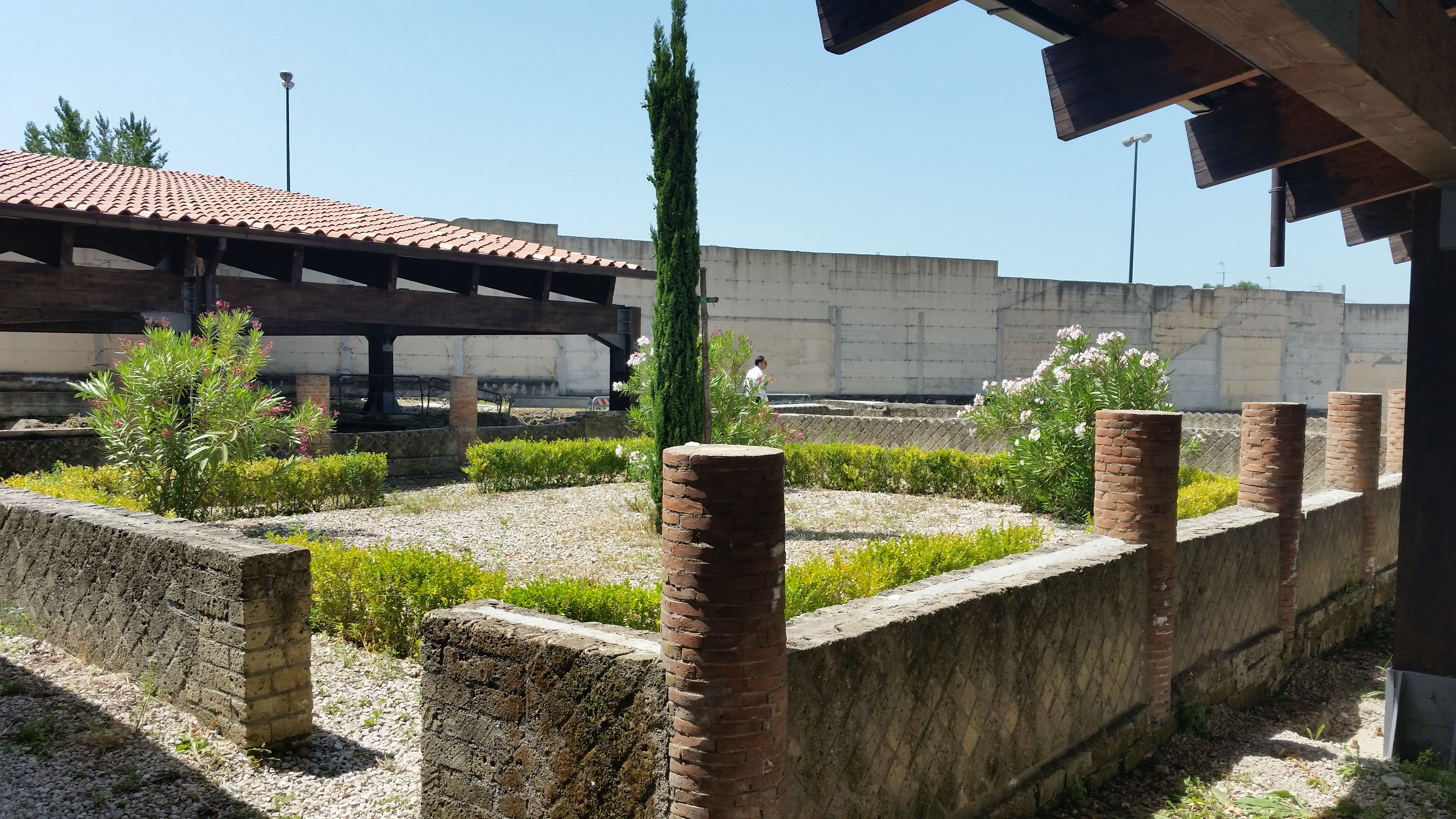
Intérieur de la Villa Romana.

Vue de la basilique Santa Maria della Neve

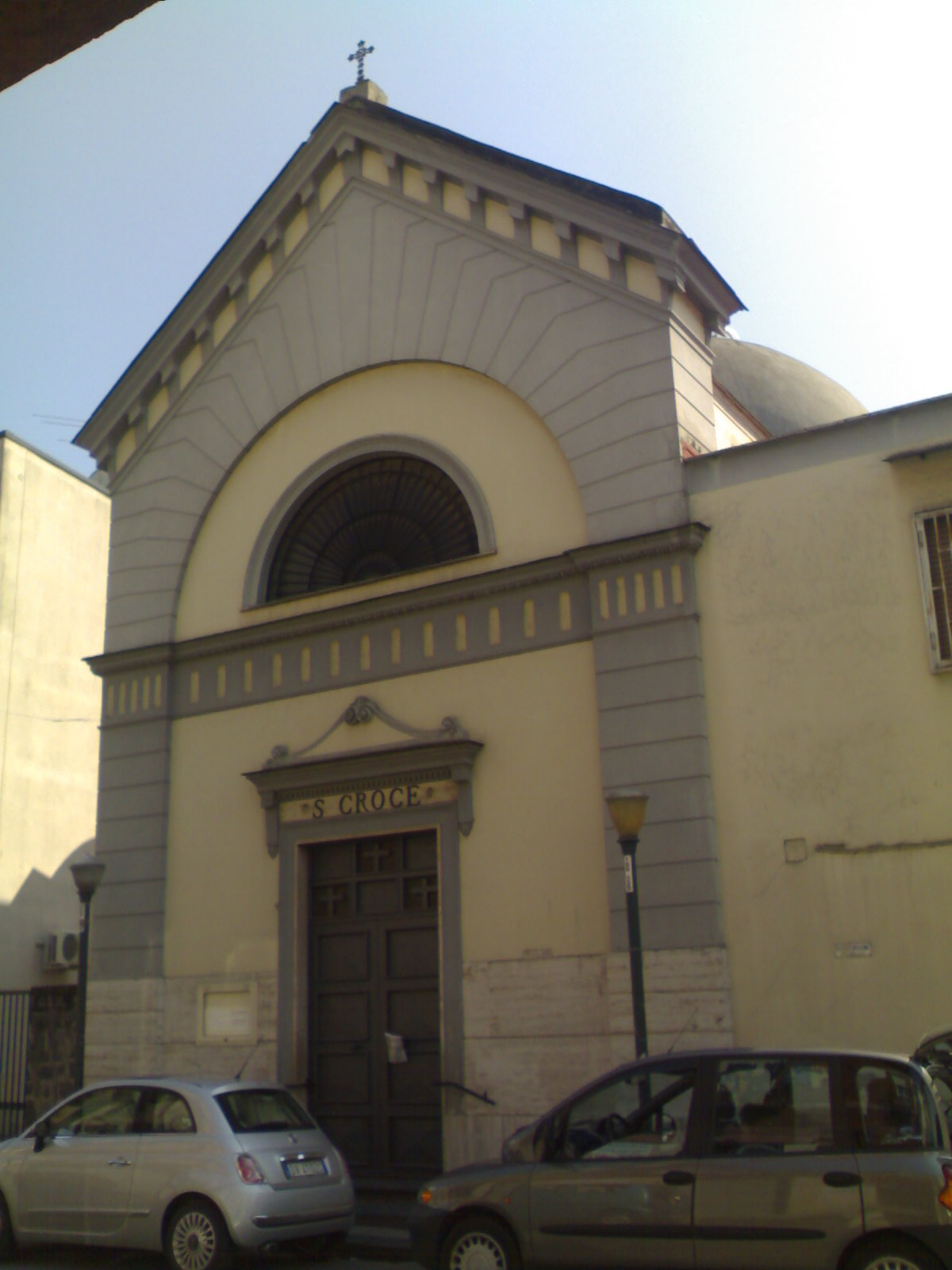
Église Santa Croce

### Antiquité
Plusieurs sources historiques témoignent d'anciennes implantations romaines dans ces lieux, ainsi que d'une influence religieuse phénicienne. Au cours de travaux de construction de nouveaux immeubles (après le tremblement de terre de 1980), l'on a découvert les vestiges de deux villas romaines près de l'actuelle via Bartolongo. 
L'une a été complètement déterrée. La villa de Caius Olius Ampliatus appartenait à un descendant d'un ancien combattant de Silla, et elle était tournée vers la production et le commerce de céréales et de vin.
La villa en question fut enterrée à la suite de l'éruption du Vésuve en 79 ap. J.-C. On a découvert le squelette d'un villageois ;  c'était sans doute une exploitation agricole avec une partie d'habitations (pars urbana) et une partie agricole (pars rustica). Le squelette masculin trouvé dans le sous-sol de la villa est en position accroupie avec les mains sur le visage et un anneau fondu au doigt (à cause de la température de la lave incandescente). Il pourrait s'agir d'un esclave d'une quarantaine d'années, en partie édenté à cause de la malnutrition et ayant subi des fractures surpris par l'éruption.

### Moyen Âge
Les premiers fonds écrits concernant Ponticello datent du XIe siècle; c'est alors un petit village rustique fait de quelques maisons de cultivateurs. Le village s'agrandit dans la première moitié du XIIIe siècle à tel point que l'on y construit la basilique Santa Maria della Neve (Sainte-Marie-de-la-Neige) qui sera remaniée et embellie de nombreuses œuvres d'art.

### Royaume de Naples
Au fil des ans, deux entités urbaines se forment: Ponticello grande (le grand Ponticello) et Ponticello piccolo (le petit Ponticello), jusqu'à finalement s'unir en un unique village appelé alors Ponticelli (les Ponts, au pluriel).
Ponticelli joue un rôle important pendant la révolution napolitaine de 1799 et c'est ici que furent exécutés par les républicains treize condamnés à mort, parce que restés fidèles au roi Ferdinand IV.

### Seconde Guerre mondiale
Le 25 juillet 1943, des habitants de la zone inscrits au parti communiste italien (alors clandestin) prennent d'assaut le siège local du parti fasciste qui se trouvait piazza Municipio. Par la suite, l'arrivée de l'armée allemande provoque en représailles l'exécution de trente-quatre otages innocents.  

### L'après-guerre
La transformation de Ponticelli en quartier périphérique de Naples commence dans l'après-guerre avec les grands programmes immobiliers et spéculatifs du maire Achille Lauro: des centaines d'habitations à loyer modéré (comme dans le rione De Gasperi, le Parco Conacal ou le Parco Galeazzo) sortent de terre.

## Économie
Le tracé de la via Argine est bordé de sièges de grandes firmes et d'usines, comme l'Ansaldo STS, l'AnsaldoBreda e la Whirlpool. Un nouveau centre commercial, la Galleria Auchan Argine, premier centre d'Auchan de la capitale,  a été construite récemment.
Le quartier est l'objet d'un plan de mesures de réhabilitation urbaine et de requalification économique.

### L'hôpital de la Mer

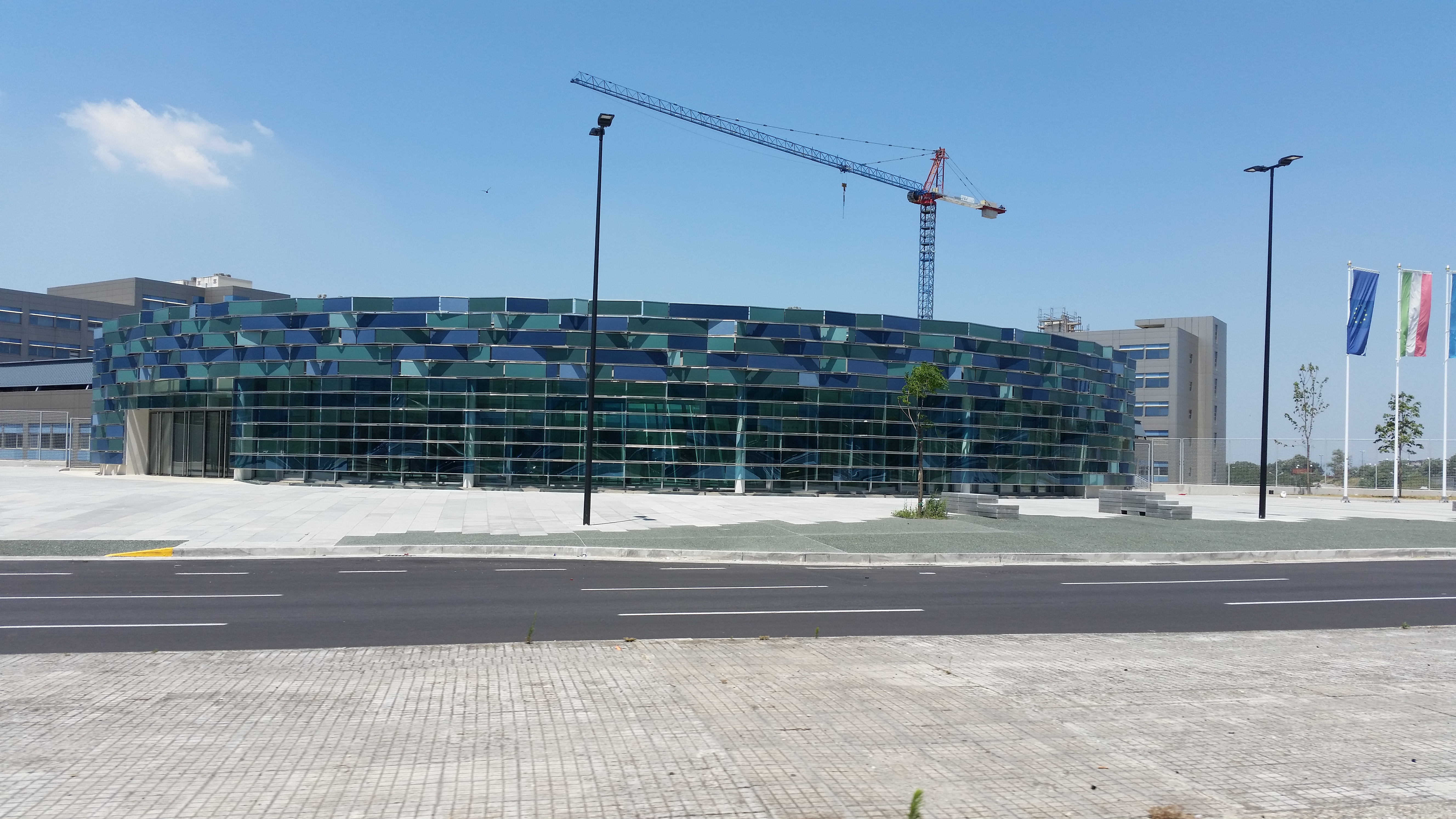
L'hôpital de la Mer en construction.

Il a été décidé pour la nouvelle politique sanitaire régionale d'incorporer par le décret (49/2010) plusieurs hôpitaux de la ville (Loreto Mare, Ascalesi, Incurabili, San Gennaro) en un seul, nommé l'hôpital de la Mer (ospedale del Mare). Cet hôpital encore en construction devrait être un hôpital-modèle, selon le projet de Renzo Piano développé en 2001 pour le ministère de la Santé (ministre Veronesi).
L'hôpital de la Mer est le premier « financement de projet sanitaire » sanitaire d'Italie. Cette structure sera au service d'environ 500 000 habitants de Naples, plus ceux des communes du Vésuve. La construction de ce nouvel hôpital permettra la création de 400 nouveaux postes de travail spécialisé, plus 600 postes de personnel de service, sans compter les 2 500 membres du personnel technique et sanitaire.
Les travaux commencés en 2006 se sont effectués lentement au début et se sont interrompus. ils ont recommencé le 2 septembre 2013 et la livraison devrait se faire en août 2015. 

## Principales églises
- Basilique Santa Maria della Neve
- Église San Rocco
- Église Santa Croce
- Église de la Beata Vergine di Lourdes e Santa Bernadetta
- Église Santa Maria delle Grazie a Porchiano
- Église du SS.Rosario in Santa Maria delle Grazie al Felaco
- Église Santa Maria delle Grazie a Ponticelli
- Église San Giuseppe
- Église Santi Pietro e Paolo
- Église San Francesco e Santa Chiara

## Source de la traduction
- (it) Cet article est partiellement ou en totalité issu de l’article de Wikipédia en italien intitulé « Ponticelli (quartiere di Napoli) » (voir la liste des auteurs).